# So Long and Thanks for All the Shoes
So Long And Thanks For All The Shoes — студийный альбом американской панк-рок группы NOFX. Альбом был выпущен 11 сентября 1997 года. Альбом был признан золотым канадской ассоциацией CRIA. Также альбом вошёл в Топ 200 Billboard и занял 79 место.

## Список композиций
1. «It’s My Job to Keep Punk Rock Elite» — 1:21
2. «Kids of the K-Hole» — 2:17
3. «Murder the Government» — 0:46
4. «Monosyllabic Girl» — 0:55
5. «180 Degrees» — 2:10
6. «All His Suits Are Torn» — 2:19
7. «All Outta Angst» — 1:53
8. «I’m Telling Tim» — 1:17
9. «Champs Elysées» (Wilsh, Deighan, P. Delanoë) — 2:02
10. «Dad’s Bad News» — 2:02
11. «Kill Rock Stars» — 1:33
12. «Eat the Meek» — 3:32
13. «The Desperation’s Gone» — 2:25
14. «Flossing a Dead Horse» — 1:46
15. «Quart in Session» — 1:38
16. «Falling in Love» — 5:13